# NGC 6899
NGC 6899 is een balkspiraalstelsel in het sterrenbeeld Telescoop. Het hemelobject werd op 24 juli 1835 ontdekt door de Britse astronoom John Herschel.

## Synoniemen
- ESO 234-22
- FAIR 896
- IRAS 20207-5035
- PGC 64630